# Экспосито, Эстер
Э́стер Экспо́сито (исп. Ester Expósito; род. 26 января 2000 года, Мадрид, Испания) — испанская актриса и модель, получившая известность после исполнения роли Карлы Розон Калеруега в телесериале «Элита».

## Ранние годы и актёрская карьера
С юных лет Эстер увлекалась актёрским искусством. В 16 лет она пошла на курсы актёрского мастерства в своём родном городе. Эстер мало рассказывала в интервью о своей семье, однако актриса упоминала, что её родители — обеспеченные люди. Её семья происходит из города Виверо, отец — архитектор, а мать выступает в качестве его агента.
Впервые Эстер появилась на экранах в 2015 году, сыграв роль дочери Фернандо в телесериале «Визави».
Также Эстер сыграла эпизодическую роль в сериале «Я жив» (2017г.) и приняла участие в съёмках полнометражной драмы «Когда ангелы спят» (2018г.). В 2019 году, параллельно со съёмками в сериале «Элите», девушка работала над другим проектом — сериалом «Охота в Монте-Пердидо».
Кроме кино, Эстер пробовала себя в модельном бизнесе. Актриса позировала для журнала InStyle Spain (июль 2020г.), журнала Glamour Mexico (июль 2020г.), для обложки журнала Cosmopolitan (май 2020г./№ 356). В 2020 году девушка стала амбассадором ювелирного бренда Bulgari.
За свою карьеру актриса заработала примерно 500 000 долларов США. Кроме того, Эстер смогла обогнать по числу подписчиков испанскую знаменитость в Instagram — Джорджину Родригес. У Джорджины к концу января 2021 года насчитывалось 23,3 млн подписчиков, а у Эстер — 26,5 млн.

## Личная жизнь
На съёмках Эстер Экспосито познакомилась с актёром Альваро Рико, который сыграл одного из центральных персонажей сериала «Элита» — Леопольдо «Поло» Бенавента Вильяда. Их отношения продолжались около 1,5 лет: с 2018 по 2019 годы. В ноябре 2019 пара разошлась, но Эстер и Альваро остались друзьями.
С 2020 года Эстер Экспосито находится в отношениях с мексиканским актёром Алехандро Спейцером.

## Фильмография
| Год          |     | Русское название      | Оригинальное название      | Роль                 |
| ------------ | --- | --------------------- | -------------------------- | -------------------- |
| 2015 — н. в. | с   | Медицинский центр     | Centro médico              | Роза Мартин          |
| 2016         | кор | Прости нас, господи   | Que Dios nos perdone       | Чика                 |
| 2015—2019    | с   | Визави                | Vis a vis                  | Дочь Фернандо        |
| 2017 — н. в. | с   | Я жив                 | Estoy vivo                 | Рут                  |
| 2018         | кор | Когда ангелы спят     | Cuando los ángeles duermen | Сильвия              |
| 2018         | кор | Твой сын              | Tu hijo                    | Андреа               |
| 2019—2020    | с   | Охота в Монте-Пердидо | La caza.Monteperdido       | Лючия Кастан         |
| 2018—н.в     | с   | Элита                 | Élite                      | Карла Розон Калергуа |
| 2020 — н. в. | с   | Veneno                | Veneno                     | Мачус Осинага        |
| 2020 — н. в. | с   | Кто-то должен умереть | Alguien tiene que morir    | Кайетана             |
| 2022         | ф   | Венера                | Venus                      | Люсия                |